# Vendeia
A Vendeia (em francês Vendée) é um departamento da França localizado na região do País do Loire, no Golfo da Biscaia. O nome Vendeia deriva do rio epônimo que corre através da parte sudeste do departamento.

## História
A Vendeia é marcada pela oposição histórica à Revolução Francesa - a Revolta da Vendeia de 1793, quando artesãos e camponeses se insurgiram contra a Revolução e a burguesia das grandes cidades e a favor da Igreja católica e do sistema monárquico, recebendo o apoio da aristocracia. O estopim do levante teria sido a determinação do governo republicano em alistar um grande contingente de camponeses para combater os exércitos estrangeiros contrarrevolucionários (ingleses, austríacos e prussianos). A revolta da Vendeia, apesar dos sucessos iniciais, foi brutalmente esmagada pelas tropas republicanas, deixando algo entre 100 e 250 mil mortos, incluindo combatentes e civis no que é considerado por alguns historiadores como um genocidio (3). A região da Vendeia voltaria a se rebelar sob Napoleão, em 1815, estourando nova revolta simultaneamente ao ataque das tropas antinapoleônicas, o que levou as tropas francesas a se dividirem em dois flancos, um interno e outro externo. Parte da historiografia francesa atribui a derrota das tropas napoleônicas em Waterloo à divisão das forças francesas, causada por esta segunda revolta da Vendeia.

Bandeira da Vendeia